# Егоров, Иннокентий Николаевич
Иннокентий Николаевич Егоров (род. 5 сентября 1956) — советский инженер-строитель, российский политический и государственный деятель, член Совета Федерации (2004—2013), председатель президиума Национального союза агростраховщиков.

## Биография
С 1974 года работал строителем в Бурятии, в 1983 году окончил Восточно-Сибирский технологический институт по специальности «инженер-строитель». Кандидат технических наук.
В 1990—1994 годах — депутат Верховного Совета Бурятии.
В 1991—2002 годах — заместитель председателя правительства Республики Бурятия, глава полномочного представительства Республики Бурятия при Президенте РФ.
В 1994—1998 годах — депутат первого созыва Народного хурала Республики Бурятия.
В 2002—2004 годах — заместитель генерального директора ОАО «Росгосстрах».
22 декабря 2004 года на семнадцатой сессии Народного хурала Бурятии третьего созыва избран членом Совета Федерации — представителем законодательного органа власти. Выборы были конкурентными — Егоров получил больше голосов, чем Трошин Леонид Леонидович, старший помощник Генерального прокурора Российской Федерации — полномочный представитель Генерального прокурора Российской Федерации в Федеральном собрании Российской Федерации (третий кандидат — депутат хурала Коренев Анатолий Степанович — взял самоотвод).
18 сентября 2013 года новым представителем парламента Бурятии в Совете Федерации избран Александр Варфоломеев.
10 сентября 2014 года И. Н. Егоров обратился к Народному хуралу с просьбой о сложении с него депутатских полномочий.